# Let's Elope
Let's Elope è un film muto del 1919 diretto da John S. Robertson. Aveva anche il titolo alternativo A Honeymoon for Three.

## Trama
Dopo un solo anno, il matrimonio tra Eloise e Hilary Farrington comincia a scricchiolare; lui, romanziere di successo, la trascura per il suo lavoro e lei si annoia. La donna trova conforto tra le braccia di Darrell McKnight, fidanzato con Nora Gail, e gli promette di fuggire insieme a lui quando il marito si assenterà per un viaggio. La fuga non riuscirà perché Nora avverte Hilary: dopo varie disavventure, lo zio di Eloise, un vescovo, celebrerà le nozze tra Darrell e Nora. Eloise e Hilary ora potranno riconciliarsi e riprendere la loro vita in comune riprovando ad amarsi di nuovo come una volta.

## Produzione
Il film fu prodotto nel 1919 dalla Famous Players-Lasky Corporation, sotto la supervisione di Thomas H. Ince con il titolo di lavorazione Three's a Crowd.

## Distribuzione
Distribuito dalla Paramount Pictures, il film uscì nelle sale statunitensi il 23 aprile 1919.